# NGC 715
NGC 715 este o emission-line galaxy⁠(d) situată în constelația Balena. A fost descoperită în 12 decembrie 1885 de către Ormond Stone⁠(d).